# 다카사고역 (효고현)
다카사고역(일본어: 高砂駅, たかさごえき)은 일본 효고현 다카사고시에 있는 산요 전기철도 본선의 역이다. 역 번호는 SY 31이다. 전 열차가 정차한다.

## 역 구조
대피 설비를 갖춘 섬식 승강장 2면 4선의 지상역이다. 하행선 남쪽의 고베 방향에 있는 역사는 승강장 동단의 연결 지하도에서 이어지고 있다. 연결 지하도 내에는 다카사고 고등학교 미술부 학생들이 그린 벽화가 그려져 있다. 또한, 역 매점 프렌즈 숍이 있다.
역 북쪽에 신키 버스가 지나는 로터리가 있지만, 개찰구는 남쪽 밖에 없기 때문에 열차를 타려면 지하도를 지나 남쪽으로 나와야 한다.
2011년 봄, 배리어 프리화 공사가 완료되어 역사와 각 승강장을 잇는 엘리베이터 전용 과선교, 다기능 화장실이 설치되었다.
또한, 배리어 프리 공사에 관련하여 개찰구와 승강장에 히가시후타미 역에 설치된 것과 동형의 LCD형 발차 안내 장치가 설치되었다.

### 승강장
| 1・2 | ■ 본선(하행) | 시카마・히메지・아보시 방면     |
| 3・4 | ■ 본선(상행) | 아카시・스마・고베・오사카 방면 |

- 내측 2선(2,3번 선)이 주본선, 외측 2선(1,4번 선)이 대피선이다. 1,2번 선에서도 아카시 방면으로 출발이 가능하지만, 사고 혹은 트러블이나 폭우, 낙뢰 등의 긴급 사태 이외에는 아카시 방면에 발차하는 전동차는 없다. 새벽에 1번 선에 도착하고 역의 동쪽으로 교체하여 4번 선에서 발차하는 당역 시발 열차가 설정되어 있다. 외측 2선에서 발차하는 영업 열차는 아침 저녁뿐이다.
- 본 역에 유치되는 차량이 설정되어 있다.(1번 선에 유치, 하행 최종의 당역 종점의 보통차가 해당된다.)
- 또한, 특급 차량과 보통차의 접속은 거의 없고 본 역에서 특급 차량에서 보통차로 갈아타더라도 결국 오시오 역이나 히가시후타미 역 출발의 보통차에 승차하게 된다.
- 아침 러시아워의 상행 열차로 직통 특급과 S특급(히가시후타미 역까지 각역 정차)과 완급 접속이 있다. 동쪽으로 가코 강이 있기 때문에 강풍의 경우, 당역 ~ 히가시후타미 역간 운행이 중단된다.
- 저녁 하행 보통차의 1열차는 후속 회송 열차를 대피하기 때문에 1번 선에서 발차하는 보통차가 있다.

## 역 주변
- 미쓰이 스미토모 은행 다카사고 지점
- 다카사고 상공회의소 회관
- 미쓰비시 제지 다카사고 공장
- 미쓰비시 제지 우오마치 클럽
- 다카사고 신사
- 다카사고 해빈 공원
- 주린지
- 다카사고 사카에초 우체국
- 효고 현립 다카사고 고등학교
- 효고 현립 다카사고미나미 고등학교
- 다카사고 시 문화회관
- 다카사고 시 보건복지센터
- 산모루 다카사고
- 다카사고 시민 회관
- 세이유

## 역사
- 1923년 8월 19일: 고베히메지 전기철도 개통과 동시에 다카사고역으로 설치. 개통 당초에는 가코군 다카사고 정이었다.
- 1924년 1월 16일: 전철 다카사고역으로 역명 변경.
- 1927년 4월 1일: 우지가와 전기에 의한 합병으로 본 회사의 역이 됨.
- 1933년 6월 6일: 우지가와 전기 철도 부문이 분리되어 산요 전기철도의 역이 됨.
- 1948년 3월 1일: 전후에 다시 설정된 급행 정차역이 됨(급행은 1984년 설정 소멸).
- 1952년 12월 19일: 특급 정차역이 됨.
- 1958년 10월 24일: 서쪽으로 약 100m 이전하여 연결 지하도 및 추월 설비 신설.
- 1991년 4월 7일: 다카사고역으로 역명 변경.

## 인접역
| 산요 전기철도 ■ 본선                     | 산요 전기철도 ■ 본선 | 산요 전기철도 ■ 본선         |
| ---------------------------------------- | -------------------- | ---------------------------- |
| SY 25 히가시후타미 우메다・니시다이 방면 | ■ 특급 ■ 직통특급    | 오시오 SY 35 산요히메지 방면 |
| SY 25 히가시후타미 우메다・니시다이 방면 | ■ 직통특급(러시아워) | 아라이 SY 32 산요히메지 방면 |
| SY 30 오노에노마쓰 우메다・니시다이 방면 | ■ S특급 ■ 보통       | 아라이 SY 32 산요히메지 방면 |